# William Charles Hays
William Charles Hays (Philadelphia, 7 de julho de 1873 — 2 de Janeiro de 1963) foi um arquitecto e professor de arquitectura da Universidade da Califórnia.